# Libro de Éter
El Libro de Éter es uno de los 15 libros que conforman el Libro de Mormón. Describe la historia de los jareditas, descendientes de Jared y sus compañeros, quienes fueron guiados por Dios a las Américas poco después de la confusión de lenguas y la destrucción de la Torre de Babel.
Consta de 15 capítulos. La última edición incluye la siguiente introducción: 

La historia de los jareditas, tomada de las veinticuatro planchas que encontró el pueblo de Limhi en la época del rey Mosíah. 

El título se refiere a Eter, el último profeta jaredita y autor principal del Libro de Éter. Posiblemente el nombre se haya tomado de la ciudad bíblica ubicada en la Sefelá, conocida actualmente como Khirbet el-ʽAter (Tel ʽEter).